# Георги Мандичев
Георги Йосифов Мандичев е български строителен инженер, дългогодишен преподавател по съпротивление на материалите в Машинно-електротехническия институт (днес Техническия университет) в София. Работи също и в областта на механиката на полимерите. Бивш заместник-ректор на института.

## Биография
Професор доктор на техническите науки Георги Мандичев е роден през 1932 година в семейството на Йосиф Георгиев Мандичев (1906 - 1987) от Солун и Марийка Иванова Мандичева (1911  - 1986) от Кукуш. Дядо му Георги Мандичев, роден в Солун в 1873 година, в 1893 година завършва педагогическите курсове на Солунската българска гимназия и става свещеник в Солун. Към 1907 година е един от четиримата екзархийски свещеници в града.
През 1957 година Георги Мандичев завършва Инженерно-строителния институт в София, след което от същата година работи като конструктор в „Заводпроект“. В 1960 година става асистент по съпротивление на материалите в МЕИ. Специализира математика в Софийския университет „Климент Охридски“ (1966) и механика на полимерите в Москва (1967). През 1974 година Георги Мандичев защитава кандидатска дисертация на тема „Устойчивост на центрично натиснати пръти от полимерни материали с променливо напречно сечение“ (СНС при ВМЕИ-София, ТФ, 1974), а през 1987 година – и докторска дисертация на тема „Устойчивост на механично натиснати пръти от полимерни материали в обикновена и течна среда при различни случаи на закрепване“ (СНС, Динамика, якост и надеждност на машините, БАК, 1987). От 1990 година е професор, а от 1991 до 1993 година ръководи катедра „Съпротивление на материалите“.
Георги Мандичев е автор на няколко изобретения, сред които:
- устройство за закрепване на пробни тела при изпитване на надлъжна устойчивост (1973),
- устройство за изпитване на натиск и загуба на устойчивост при пълзене (1973),
- нова олекотена конструкция на пластмасова кутия за тежки акумулатори (1981).[1]

Участва в изследователски проекти: „Тензометрична апаратура, триканална, за учебни и научноизследователски цели“ (МНП, 1985); „Нова конструкция на тежкотонажен контейнер“ (1981). През 2005-2007 година е експерт по висшето образование към Световната банка.
Георги Мандичев умира на 24 юни 2007 година.